# Maria Hölters

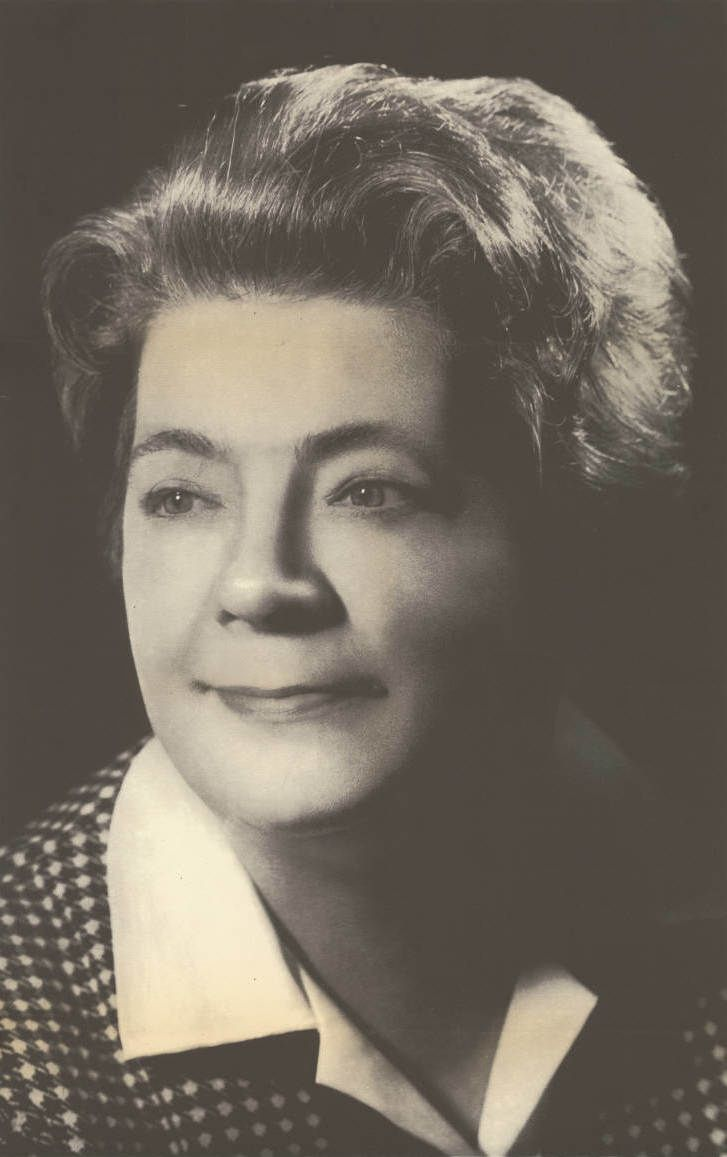
Maria Hölters auf einem Wahlplakat

Maria Hölters (* 24. Dezember 1910 in Düsseldorf; † 28. November 1995) war eine deutsche Politikerin und Landtagsabgeordnete (CDU).

## Leben und Beruf
Nach dem Besuch der Volksschule und des Gymnasiums war Hölters, die römisch-katholischen Glaubens war, zunächst Hausfrau. Später war sie Vorsitzende und Geschäftsführerin der Arbeitsgemeinschaft Sozialpädagogik und Gesellschaftsbildung e.V., Düsseldorf.

## Politik
1952 wurde Hölters Mitglied der CDU. Vom 21. Juli 1958 bis zum 28. Mai 1980 war sie Mitglied des Landtags des Landes Nordrhein-Westfalen. In der vierten, fünften und achten Wahlperiode wurde sie jeweils im Wahlkreis 044 bzw. 045 Düsseldorf II direkt gewählt. In der sechsten und siebten Wahlperiode zog sie über die Landesliste ihrer Partei in den Landtag ein. Der Landtag wählte sie 1969 zum Mitglied der fünften Bundesversammlung.
Dem Stadtrat der Stadt Düsseldorf gehörte sie von 1952 bis 1962 an.

## Ehrungen
- 1973: Großes Verdienstkreuz der Bundesrepublik Deutschland
- 1987: Großes Verdienstkreuz mit Stern der Bundesrepublik Deutschland